# Dick Bakker (dirigent)
Dick Bakker  (Blaricum, 23 mei 1947) is een Nederlandse componist, arrangeur, dirigent, geluidstechnicus en muziekproducent.

## Biografie

### Periode geluidstechnicus, arrangeur Soundpush Studio
Na zijn middelbareschoolopleiding aan de Gooische HBS te Bussum en zijn studie aan het Hilversums Conservatorium was Bakker vanaf 1965 werkzaam bij Soundpush Studio's in Blaricum als opnametechnicus, componist, arrangeur en producer. In de periode die daarop volgde, was hij verantwoordelijk voor de opname van een aantal nationale en internationale hits, zoals Una Paloma Blanca van George Baker Selection en Venus van Shocking Blue. Ook nam hij televisieshows op, zoals de Rudi Carrell Show, Hadimassa en de Carte Blanche shows, waarvoor hij ook arrangeerde en dirigeerde.

### 1972 Periode manager Dureco Studio
In 1972 werd Bakker manager van een nieuw te bouwen studio voor Dureco (Dutch Record Company). Deze studio groeide uit tot een van de meest toonaangevende in Europa. Behalve Nederlandse groepen zoals Teach-In en Shocking Blue werd in de Dureco studio de gehele CBS-artiestenstal onder directie van John Vis opgenomen. Producties met onder anderen Rogier van Otterloo, Thijs van Leer, Pim Jacobs en Gerard Cox vonden hier plaats.

### 1974 Dick Bakker Orchestra
In 1974 produceerde Bakker "Dick Bakker dirigeert", zijn eerste instrumentale langspeelplaat, die met goud bekroond werd. Hierna volgde een aantal albums zoals "Soft Melodies", "The Beauty Of Nature" en "Eternal Cycle". Samen met de werken van Mantovani en de producties die Bakker maakte met Bocelli, werden deze albums uitgebracht in de serie Silence and Romance, waarvan meer dan een miljoen exemplaren werden verkocht.

### 1975 Songfestival "Dinge Dong"
In 1975 componeerde en arrangeerde Bakker het winnende Eurovisiesongfestivallied Dinge-dong voor Teach-In, waarvan wereldwijd ruim zes miljoen singles werden verkocht. Ook daarna was hij geregeld betrokken bij het Songfestival.
| Jaar | Artiest                 | Titel                  | Notering                   |
| ---- | ----------------------- | ---------------------- | -------------------------- |
| 1975 | Teach-In                | Dinge-dong             | 1                          |
| 1977 | Rita Hovink             | Toen kwam jij          | 10                         |
| 1978 | Harmony                 | 't Is O.K.             | 13                         |
| 1978 | Barry Duncan            | Rosamunde              | 3e plaats finale nationaal |
| 1980 | Maggie MacNeal          | Amsterdam              | 5                          |
| 1981 | Lucy Steymel            | Een nieuw begin        | 5e plaats finale nationaal |
| 1982 | Bill van Dijk           | Jij en ik              | 16                         |
| 1984 | Maribelle               | Ik hou van jou         | 13                         |
| 1996 | Maxine & Franklin Brown | De eerste keer         | 7                          |
| 1997 | Mrs. Einstein           | Niemand heeft nog tijd | 22                         |
| 1998 | Edsilia Rombley         | Hemel en aarde         | 4                          |
| 2000 | Splash                  | Close harmony          | 2e plaats finale nationaal |

### 1977 Topesa BV muziekproducties
In 1977 schreef hij samen met Eddy Ouwens het nummer I remember Elvis Presley voor Danny Mirror. Deze internationale hit had een oplage van ruim 2 miljoen platen.
In 1977 begon Bakker zijn muziekproductiemaatschappij "Topesa B.V." en ging hij zich toeleggen op het componeren, arrangeren en dirigeren van filmmuziek, audio-visuals, bedrijfspresentaties, commercials en grammofoonplaatprojecten. Hij richtte in Londen een orkest op bestaande uit musici van London Philharmonic Orchestra, Academy of St. Martin in the Fields en musici uit de freelancewereld. Met dit orkest, The London Studio Symphony Orchestra, nam hij 15 jaar lang al zijn muziek op. In die periode nam hij ruim duizend producties op voor de meeste grote multinationals, zoals Philips, KLM en Heineken. Hij componeerde, arrangeerde, dirigeerde en produceerde voor tal van albums die met goud en platina bekroond werden, zoals voor "De Gevleugelde Vrienden" met Pieter van Vollenhoven.

### 1991 Metropole Orkest
In 1991 werd Bakker artistiek leider van het Metropole Orkest en in 1992 chef-dirigent. Het Metropole Orkest groeide uit tot een van 's werelds toporkesten. Als chef-dirigent ontving hij de Gouden Harp van Conamus en met het orkest de "Ere Zilveren Reissmicrofoon" van de stichting Nipkow en de Gouden Notekraker van de Nederlandse Toonkunstenaarsbond. Bij het Metropole dirigeerde hij tal van radio- en televisieshows met nationale en internationale artiesten. Als chef-dirigent en artistiek leider van het Metropole Orkest trad Bakker op met onder anderen Georgos Dalaras,  Andrea Bocelli, Cristina Branco, Patrick Bruel, Chris de Burgh, Joe Cocker, Celine Dion, Herbie Hancock, Shirley Horn, Laura Pausini, Cliff Richard en Toots Thielemans. Ook dirigeerde hij de muziek voor de met een Oscar bekroonde film Antonia en voor Nederlandse films als De ontdekking van de hemel, Kruimeltje en Ja zuster, nee zuster. Door de NOS werd Bakker gevraagd als vaste dirigent voor de Nederlandse bijdrage aan het Eurovisiesongfestival, tot in het jaar 2000 het gebruik van een orkest voor dit evenement werd afgeschaft.

### 2007 - 2010
Naast zijn activiteiten als lid van de programmacommissie van Singer (Laren) en Laren Jazz is Bakker regelmatig betrokken als artistiek producer voor producties met het Metropole Orkest. Zoals het "Gala van het Nederlandse lied" voor Radio 2, het "Concert van de 50th" en de "Proms" voor omroep Max, het "Harpengala" en de "Magische Muziekfabriek" voor de TROS.
Als dirigent was Bakker betrokken bij de opnames van het Metropole Orkest met Steve Vai die werden genomineerd voor een Grammy Award in 2007 en 2008.

### 2010 - 2017
Bij het Metropole Orkest was Dick Bakker artistiek producer voor het Harpen Gala, The Magic Music Factory met Mike en Thomas en The Max Proms en dirigent en orkestproducent van het album van Los Angeles The Voices "Because we believe". Dit album werd goud en haalde de nummer 1 positie. In 2012 was hij artistiek producer bij The Rolling Stones Tribute voor Radio 2, en producer voor het album en tv-programma van Gordon. Hij was dirigent bij de film "Holland Natuur in de Delta" en het Koningslied met het Metropole Orkest. Tevens was hij dirigent van de strijkers uit Brussels Philharmonic voor het album van Pearl Jozefzoon.

### 2017 - 2022
In 2017 verschijnt het boek over Dick Bakker "Achter de schermen van de muziek", geschreven door Bas Tukker. Verder was hij artistiek producer bij het Metropole Orkest concert in Lingehaven in Gorinchem, en dirigeert hij de bioscoopfilm van Maria Peters en Dave Schram "De Dirigent". In 2019 werd Dick Bakker Ambassadeur van de Stichting Rosa Spier met het Cultuur centrum en de theaterzaal en was hij voorzitter van de "Jong Talent Award". Hij arrangeerde en dirigeerde voor Alain Clark het nummer "Echt Nederlander", uitgevoerd door Dwight Dissel. Dick heeft in 2022 samen met zijn zoon Tom een nieuw album "Feelings & Nostalgia 2" gemaakt met het "Dick Bakker Orchestra".

## Discografie
| Type   | Jaar | Artiest                                  | Album Titel              | Bijzonderheden                       | Solisten / info                                                       |
| ------ | ---- | ---------------------------------------- | ------------------------ | ------------------------------------ | --------------------------------------------------------------------- |
| LP     | 1974 | Dick Bakker Orkest                       | "Dick Bakker Dirigeert"  | Gouden plaat                         | Instrumentale Nederlandse Hits                                        |
| LP     | 1975 | Dick Bakker Orchestra                    | "Soft Melodies"          | Instrumentaal                        | Toots Thielemans, Piet Noordijk, Wim Overgaauw, e.a.                  |
| LP     | 1976 | Dick Bakker Orchestra & Joop Stokkermans | "Eternal Cycle"          | Piano met Orkest                     | Joop Stokkermans                                                      |
| LP     | 1977 | Dick Bakker Orchestra                    | "Beauty of Nature"       | Instrumentaal                        | Don Lusher, Roy Willox, e.a.                                          |
| LP     | 1980 | Dick Bakker Orchestra                    | "Holland Happening"      | Audio visual - Holland               | 180° multivision spectacle                                            |
| LP     | 1981 | Dick Bakker Orchestra                    | "Around the World"       |                                      | Diverse Engelse solisten                                              |
| LP     | 1985 | Dick Bakker Orchestra                    | "Belgium on the Move"    | Audio visual - België                | 360° multivision spectacle                                            |
| LP/ CD | 1987 | Dick Bakker Orchestra & Louis van Dijk   | "Musica di Gloria"       | Edison                               | Louis van Dijk                                                        |
| CD     | 2005 | Dick Bakker Orchestra                    | "The Music Collection"   | compilatie van 4 AV's                | multivision spectacle                                                 |
| CD     | 2010 | Dick Bakker Orchestra                    | "Feelings & Nostalgia"   | Instrumentaal dubbelalbum in Amerika | Toots Thielemans, Piet Noordijk, e.a.                                 |
| CD     | 2020 | Dick Bakker Orchestra                    | “Feelings & Nostalgia”   | Instrumentaal dubbelalbum in Europa  | Toots Thielemans, Piet Noordijk, e.a.                                 |
| CD     | 2022 | Dick Bakker Orchestra                    | “Feelings & Nostalgia 2” | Instrumentaal album                  | Hermine Deurloo, Bart van Lier, e.a.                                  |
| CD     | 2024 | Dick Bakker Orchestra                    | “Feelings & Nostalgia 3” | Instrumentaal album                  | Jan van Duikeren, Bart van Lier, Hermine Deurloo, Nadja Spooren, e.a. |

## Prijzen
- 1975: Componist van het winnende lied "Dinge-dong" van het Eurovisiesongfestival
- 1978: Louis Davids prijs voor arrangement van "Afscheid" van Wim Hoogenkamp
- 1981: Clio Award recognition "Philips Philishave"
- 1982: Clio Award recognition (music scoring) "Bavaria Beer"
- 1989: Edison Award "Musica di Gloria" Louis van Dijk & Dick Bakker
- 1995: Gouden Harp
- 1996: Academy Award ("Oscar") "Best Foreign Language Film" music: Ilona Sekacs performed by The Metropole Orchestra conducted by Dick Bakker
- 1997: Gouden Notekraker
- 1998: Ere Zilveren Reiss Microfoon
- 2006: Officier in de Orde van Oranje Nassau door Koningin Beatrix
- 2006: Rembrandt Award voor beste originele musicalalbum "Wat Zien Ik?!"
- 2006: Grammy Nomination 2006 Best Rock Instrumental Performance Steve Vai - Lotus Feet performed by The Metropole Orchestra conducted by Dick Bakker
- 2007: Musical fan's Duim" voor de musical "Wat Zien Ik?!"
- 2007: Best original musical - "Best Castalbum"
- 2007: Paul Acket Award - Special Apprecation (North Sea Jazz Festival)
- 2008: Grammy Nomination 2008 Best Rock Instrumental Performance Steve Vai - Attitude Song performed by The Metropole Orchestra conducted by Dick Bakker